# Saqqaq Helistop
Saqqaq Helistop (IATA: , ICAO: BGSQ) er en grønlandsk flyveplads beliggende i Saqqaq med en gruslandingsområde på 20 m x 30 m. I 2008 var der 222 afrejsende passagerer fra flyvepladsen fordelt på 51 starter (gennemsnitligt 4,35 passagerer pr. start).
Saqqaq Helistop drives af Mittarfeqarfiit, Grønlands Lufthavnsvæsen. Statens Luftfartsvæsen fører tilsyn med flyvepladsen.

## Eksterne links
- AIP for BGSQ fra Statens Luftfartsvæsen Arkiveret 8. marts 2012 hos  Wayback Machine